# 배창식
배창식(1944년 4월 25일 ~ )은 대한민국의 성우이다. 1968년 EBS 특기 성우로 데뷔하였다가 1969년 KBS 10기 성우로 이적하였다.
1991년에 제명된 상태다.

## 주요 출연작품

### 드라마
- MBC 베스트극장 (MBC)
- 인생화보 (MBC)